# Campionato sudamericano maschile di pallavolo 2009
Il XXVIII campionato sudamericano maschile di pallavolo si è svolto dal 15 al 21 agosto 2009 a Bogotà, in Colombia. Al torneo hanno partecipato 7 squadre nazionali sudamericane e la vittoria finale è andata per la ventisettesima volta, la ventiduesima consecutiva, al Brasile.

## Squadre partecipanti
- Argentina
- Brasile
- Cile
- Colombia
- Perù
- Uruguay
- Venezuela

## Podio

### Campione
Formazione: 2 Raphael de Oliveira, 3 Éder Carbonera, 5 Sidnei dos Santos, 6 Leandro Vissotto, 7 Gilberto de Godoy, 8 Murilo Endres, 10 Sérgio dos Santos, 11 Thiago Alves, 12 João Paulo Tavares, 16 Lucas Saatkamp, 17 Marlon Yared, 18 João Paulo Bravo, CT: Bernardo de Rezende

### Secondo posto
Formazione: 1 Gabriel Arroyo, 2 Javier Filardi, 3 Martín Blanco, 4 Lucas Ocampo, 6 Gustavo Scholtis, 7 Gustavo Porporatto, 8 Demián González, 9 Rodrigo Quiroga, 12 Federico Pereyra, 14 Guillermo García, 15 Luciano De Cecco, 16 Alexis González, CT: Carlos Weber

## Classifica finale
| Classifica | Squadre   | Qualificazione           |
| ---------- | --------- | ------------------------ |
|            | Brasile   | Grand Champions Cup 2009 |
|            | Argentina |                          |
|            | Venezuela |                          |
| 4          | Colombia  |                          |
| 5          | Cile      |                          |
| 6          | Perù      |                          |
| 7          | Uruguay   |                          |

## Premi individuali
- MVP: Murilo Endres
- Miglior schiacciatore: Gilberto de Godoy
- Miglior muro: Luis Díaz
- Miglior servizio: Julian Chury
- Miglior difesa: Alexis González
- Miglior palleggiatore: Luciano De Cecco
- Miglior ricevitore: Enderwin Herrera
- Miglio libero: Sérgio dos Santos